# 1,5-dithiacyklooktan
1,5-Dithiacyklooktan (zkráceně DTCO) je heterocyklická sloučenina a cyklický dithioether. Jedná se o bezbarvou olejovitou kapalinu rozpustnou v polárních rozpouštědlech. Používá se na přípravu thioetherových komplexů.
DTCO lze zoxidovat na bicyklický dikation.

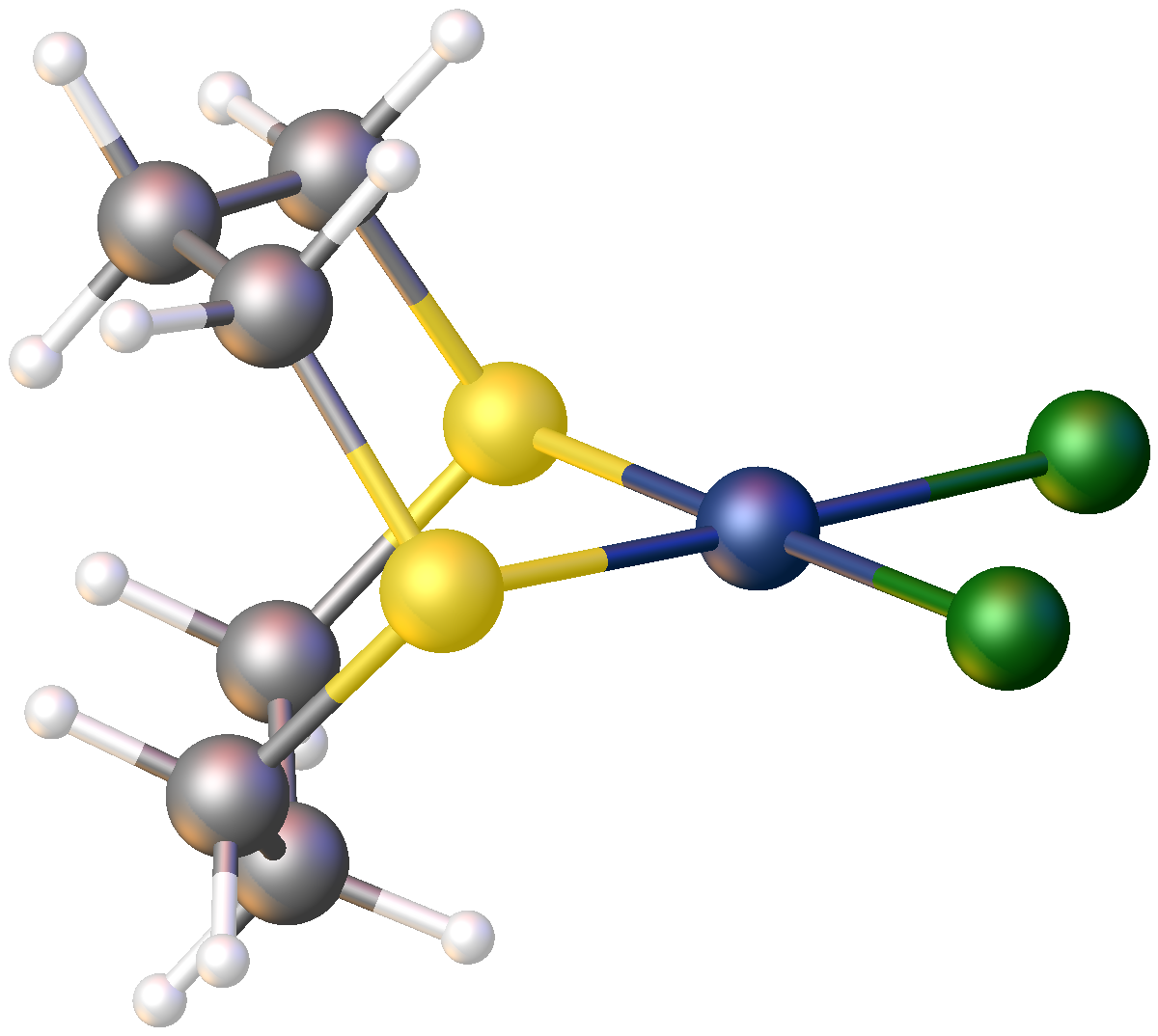
Struktura (DTCO)PdCl_{2}

DTCO byl poprvé připraven, s 4% výtěžností, dialkylací propan-1,3-dithiolu 1,3-dibrompropanem.